# 西格弗里德·厄贝里
西格弗里德·厄贝里（瑞典語：Sigfrid Öberg，1907年2月22日—1949年4月2日），瑞典男子冰球、足球运动员。他曾代表瑞典国家队参加1928年冬季奥林匹克运动会冰球比赛，获得一枚银牌。